# 埃丹維爾 (密蘇里州)
埃丹維爾（英語：Edanville）是位於美國密蘇里州德克薩斯縣的鬼鎮。

## 歷史
埃丹維爾的郵局於1892年設立，其後於1926年停運。

## 地理
埃丹維爾所處的海拔為高於海平面267米（即876英呎），而該地所採用的時區為UTC-6，即北美中部時區（CST）。同時該地設有夏令時間，為UTC-6調快一小時，即UTC-5（CDT）。